# Ward McLanahan

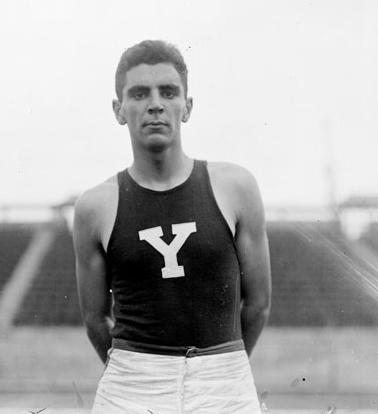
Ward McLanahan bei den Olympischen Spielen 1904

Ward McLanahan (Craig Ward McLanahan; * 15. Januar 1883 in Hollidaysburg; † 11. Dezember 1974 ebd.) war ein US-amerikanischer Stabhochspringer und Hürdenläufer.
Bei den Olympischen Spielen 1904 in St. Louis wurde er Vierter im Stabhochsprung und schied über 110 m Hürden im Vorlauf aus.
1904 wurde er für die Yale University startend IC4A-Meister im Stabhochsprung. Seine persönliche Bestleistung in dieser Disziplin von 3,67 m stellte er am 5. Juli 1904 in New Haven auf.